# Logone-Birni
Logone-Birni ist eine Gemeinde im Département Logone-et-Chari in der Region Extrême-Nord in Kamerun. 

## Geografie
Logone-Birni liegt direkt an der Grenze zum Tschad am Fluss Logone.

## Verkehr
Logone-Birni liegt an der Provenzialstraße P28.

## Geschichte
Die Gemeinde existiert etwa seit 1700 als Sultanat der Kotoko. Die Ethnie gibt es noch immer, jedoch sind die Kotoko größtenteils zum sunnitischen Islam konvertiert.